# Leo Lukas

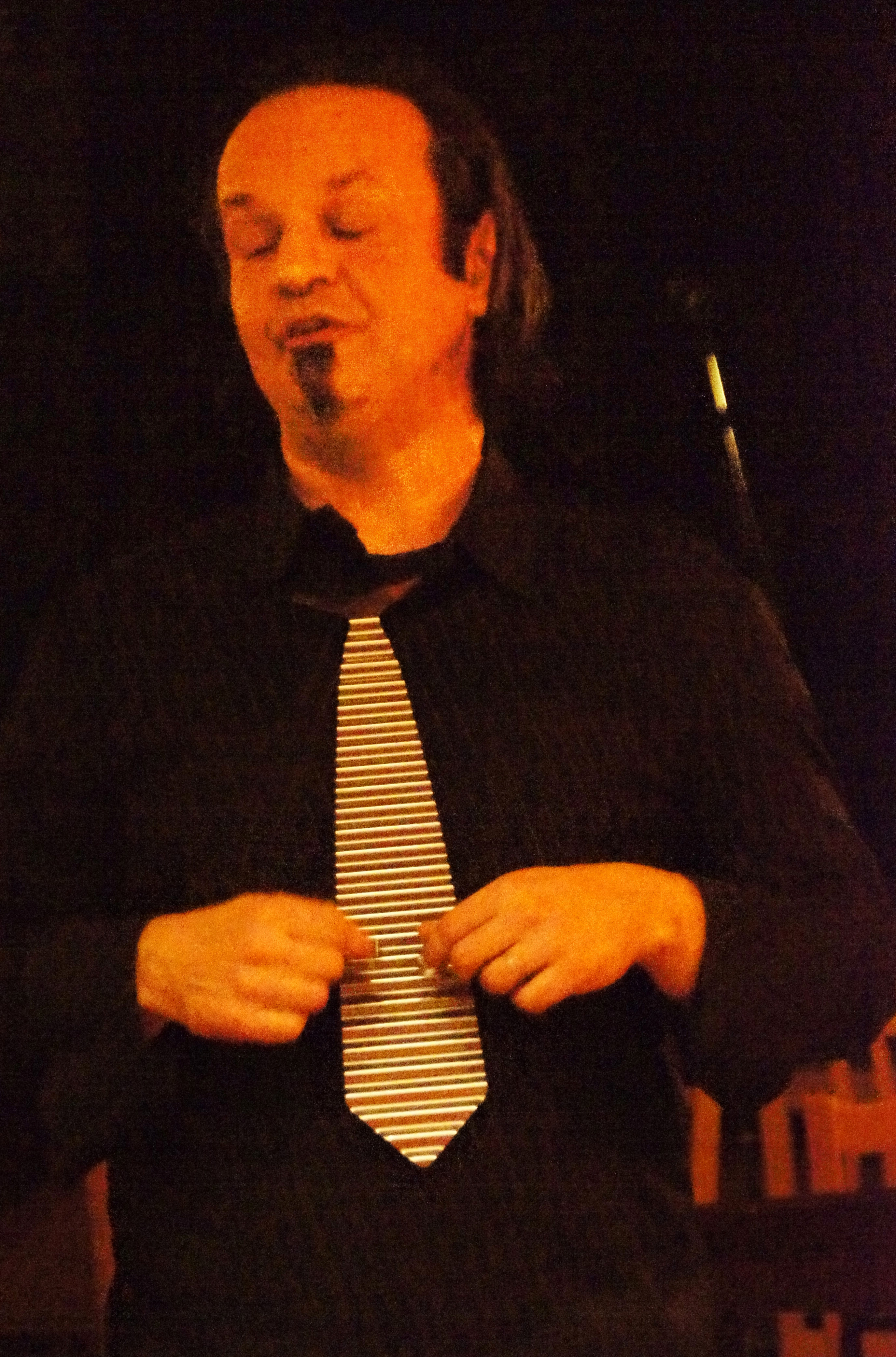
Leo Lukas, Wien 2013.

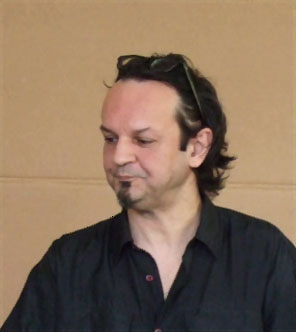
…DortCon, Dortmund 2011.

…Garching Con, 2005.

Leo Lukas (* 8. Jänner 1959 in Köflach, Steiermark) ist ein österreichischer Kabarettist, Regisseur und Schriftsteller.

## Leben
Anfang der 1980er-Jahre war Leo Lukas Gründungsmitglied und eine der Leitfiguren der steirischen Grünen.
Lukas begann seine Laufbahn als Journalist bei der Grazer Kleinen Zeitung, wo er zunächst als Lokalreporter, dann in der Kulturabteilung tätig war. 1984 beschloss er, hauptberuflich Kabarettist zu werden. In diesem Bereich hatte er schon zuvor Erfahrung gesammelt als Mitglied der Grazer Studentengruppe feinkunst cabaret WAWA. Seither stand er mit zahlreichen Programmen auf der Bühne und gewann unter anderem 1988 den wichtigsten deutschsprachigen Kabarettpreis, den Salzburger Stier. Seine Programme bestehen großteils aus selbstgeschriebenen Nummern, die er auch selbst auf Gitarre oder Akkordeon begleitet.
Daneben ist er als Schriftsteller und Bühnenautor tätig, seit Ende der 1980er-Jahre auch als Regisseur. Für befreundete Kabarettisten (Irene S., Wilfried, 4Xang u. a.) schreibt er Texte und Lieder. Auch das bekannte Kirchen- und Jungschar-Lied Es ist schön, solche Freunde zu haben stammt von ihm.
Seit 1996 verfasst Lukas Reisekommentare und -reportagen für Magazine und Zeitungen. Seit 2001 gehört er zum Autorenteam der Perry-Rhodan-Serie und hat mit Stand Mai 2021 dafür 95 Romane und zusätzlich neben der Heftserie einige Taschenbücher und weitere Titel verfasst. 2005 wurde Leo Lukas mit dem Kabarettpreis Karl ausgezeichnet.
Lukas ist Vater zweier Töchter sowie eines Sohnes.

## Werke (Auswahl)
- Kabarettprogramme:
  - sanfte panik (1983)
  - Der Lukas haut zurück (1986)
  - Der Idiotisch (1989)
  - Lauter Lügen (1990)
  - Über den Wechsel
  - Grober Unfug (1992)
  - Keine Ahnung (1993)
  - The Aboriginal Flyin Borsinis (1995)
  - Befurisfagis (1996)
  - Derfderdenndes (1998)
  - Spinatgnuabini (1998)
  - Ollaweu Ollasöön
  - Herzlichen Glückwunsch (1998)
  - Jörgi, der Drachentöter
  - Wie man Frauen glücklich macht (1999)
  - Was Männer wirklich brauchen
  - Wohin die kleinen Kinder kommen
  - Bei guter Führung lebenslänglich
  - Nackte Zahlen
  - Die kriminelle Energie, Leo Lukas & Simon Pichler (2012)
  - Schwarze Magie, Leo Lukas & Simon Pichler (2014)[3]
  - Fremde (teeren und) Federn, Leo Lukas & Simon Pichler (2017)
- Regie:
  - verschiedene Kabarettprogramme
  - Spuuuk! (Kindermusical)
  - Schwejk (Singspiel, Graz, 1999)
  - Aladdin (Kindermusical, „Theater mit Horizont“, 2000)
- Schriftsteller:
  - Spuuuk! (Kindermusical)**Der Bär ist looos (Kindermusical)
  - Wiener Blei (Shadowrun-Roman, 1998)
  - Jörgi der Drachentöter (Satire anlässlich der EU-Sanktionen gegen die österreichische Bundesregierung, 2000)
  - Schwejk (Text zum Singspiel, Musik: Jörg-Martin Willnauer, 1999)
  - Lara & Luki (Kindermusical, 2000)
  - über 100 Perry-Rhodan- und Atlan-Romane seit 2001
  - Das große Leo Lukas Lesebuch. Ueberreuter-Verlag, Wien 2018, ISBN 978-3-8000-7713-7.
  - Mörder Quoten. Ueberreuter-Verlag, Wien 2020, ISBN 978-3-8000-9002-0.
  - Mörder Pointen. Ueberreuter-Verlag, Wien 2022, ISBN 978-3-8000-9007-5.
  - Mörder Party. Ueberreuter-Verlag, Wien 2023, ISBN 978-3-8000-9016-7.